# Steven Runciman
James Cochran Stevenson Runciman, känd som Steven Runciman, född 7 juli 1903, död 1 november 2000, var en brittisk historiker. Han är mest känd för sitt verk om korstågen och sitt stora intresse för det bysantinska riket.

## Biografi
Steven Runciman föddes år 1903 som en av fem barn till de liberala parlamentsledamöterna Hilda och Walter Runciman. Fadern var med i Asquiths regering och hade adlats till viscount, och besatt en förmögenhet ärvd från sin far som grundat en rederi. Som en yngre son hade Steven inte samma krav på sig att bli politiker eller skeppsredare, och kunde därför satsa på en akademisk karriär. Han hade lärt sig läsa franska som treåring, och lärde sig även latin, grekiska och ryska under barndomen.
Han studerade vid Eton, där han först började studera bysantinska riket på grund av sina intressen för Grekland och medeltiden. En av hans vänner under denna tid var Eric Blair, känd under pseudonymen George Orwell. År 1921 gick han vidare till Trinity College i Cambridge, där han blev känd för sin estetiska stil och homosexualitet, och där han lärde känna medlemmar av Bloomsburygruppen. Vid Cambridge studerade han under JB Bury, regius professor i grekiska och historia. Även om han inte, som han senare påstod, var Burys enda student imponerade han på denne med sin språkliga förmåga. Runciman reste år 1924 till Grekland för första gången, då han besökte den bysantinska staden Monemvasia. Efter sin återkomst till Cambridge arbetade han på en bok om kejsar Romanos Lekapenos som publicerades 1929, där han till stor del använde armeniska och syriska källor. Kort efteråt skrev han även om det första bulgariska riket och den bysantinska civilisationen. Hans böcker blev populära, även om de fick kritik av andra akademiska historiker. Runciman var lärare på Trinity College mellan 1927 och 1938, och besökte under den tiden även Jerusalem, Grekland, Turkiet och Thailand. År 1938 ärvde han en ansenlig förmögenhet från sin farfar och kunde därmed lämna universitetsvärlden och bli en fristående forskare.
Under andra världskriget blev Runciman på grund av sina språkliga färdigheter pressattaché i Sofia, vilket han var fram till den tyska invasionen. Han verkade därefter för Ministry of Information i Kairo och Jerusalem, och var under krigets sista tre år professor i bysantinsk konst och historia i Istanbul. Kort efter kriget ledde han British Council i Aten tillsammans med Rex Warner och Patrick Leigh Fermor, och han var även vän med Giorgios Seferiades. 
År 1947 återvände han till Storbritannien och började arbeta på sitt verk om korstågens historia. Han växlade mellan att arbeta från sitt hus i London och ön Eigg utanför Skottland, som han far köpt. Hans "A History of the Crusades" publicerades mellan 1951 och 1954, och berömdes för sitt språk och sin berättarstil, som jämfördes med Macaulays. Runcimans ståndpunkt var att korstågen var en katastrof på grund av korsfararnas oförmåga att förstå sig på Bysans och österlandet. Han fortsatte skriva böcker, framförallt om bysantinska riket, i många år. År 1958 upphöjdes han till knight, även om han själv påstod att det blivit en ära mest sammankopplad med "walesiska åldermän och misslyckade jockeys". 
Efter att Eigg såldes år 1966 fortsatte han bo i Skottland och hade en stor vänkrets, bland annat kungligheter som drottningmodern Elizabeth men även attraktiva unga män han lärde känna i London. Han reste även mycket utomlands för att föreläsa eller upptäcka koptiska kyrkor. Trots att han inte var troende hade Runciman stor respekt för religion och framförallt för ortodoxa kyrkan. Bland annat donerade han en betydande summa till berget Athos. År 1987 sändes en dokumentär om hans liv på Channel 4. Han avled år 2000.

## Utmärkelser

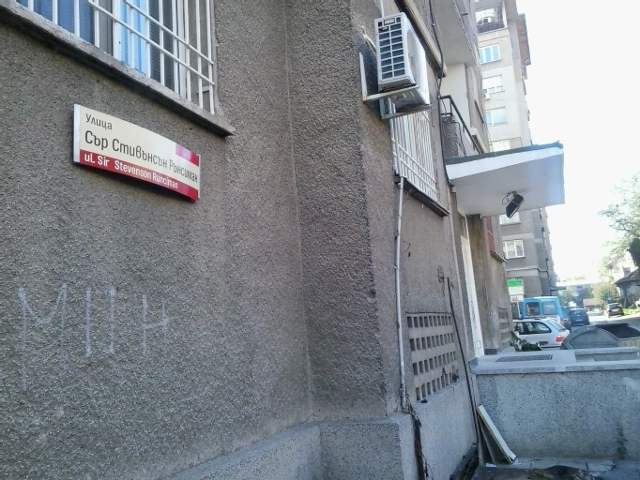
Sir Stevenson Runciman-gatan i Sofia

### Brittiska
- Dubbad till Knight, 1958[9]
- Companion of Honour, 1984[10]

### Utländska
- Heders-dervisch, 1940-talet[7]
- Kommendör av Fenixorden, 1961[7]
- En gata i Mistra döptes efter honom, 1970-talet[7]